# 然空
然空（ねんくう、生年不詳 - 永仁5年8月11日（1297年8月30日））は、鎌倉時代の浄土宗の僧。俗姓は阿部氏。諱は然空。号は礼阿。

## 略歴
初め比叡山に登り天台教学を修学したが、その後浄土宗の僧良忠に師事して浄土教学を修めて仁和寺西谷法光明院に住した。一方、京都一条の清浄華院第4世の住持となり、浄土宗の布教に力を尽くし、然空の法流は一条流（西谷流）と称されるようになった。